# David Suchet
David Suchet, angleški filmski igralec in televizijski igralec, * 2. maj 1946, London, Anglija.
Suchet je najbolj znan po vlogi Hercule Poirota, v televizijskih dramah Poirot.

## Življenje
Suchet se je rodil v Londonu, staršema Joan Suchet, igralki in Jacku Suchetu, zdravniku. Oče je bil židovske vere, mati pa anglikanske. Njegov priimek je bil skrajšan iz Suchedowitz na Suchet, zaradi lažje izgovorjave. Po maturiranju prestižne zasebne šole, se je Suchet začel zanimati za igro in se pri 18 letih pridružil Nacionalnemu gledališču. Študiral je na Londonski akademiji za glasbo in dramo, kjer trenutno dela, kot član odbora.
1. ↑  https://port.hu/jump/person-9426
2. ↑  https://www.parkgrandlondon.co.uk/blog/paddingtons-famous-birth/